# Стив Џобс
Стивен Пол Џобс (енгл. Steven Paul Jobs; Сан Франциско, 24. фебруар 1955 — Пало Алто, 5. октобар 2011) био је један од оснивача и главни руководилац Епла. Такође је био једно време руководилац Пиксара све док није био продат Дизнију. Такође је један од највећих деоничара Дизнија и члан Дизнијеве управе. Сматран је једном од водећих личности у индустрији рачунара и забаве.
Џобсова пословна биографија је доста допринела миту о усамљеним, предузетницима особењацима Силицијумске долине, наглашавајући његово схватање значаја естетике и дизајна у јавности. Његов рад на производима који су били функционални и привлачни створио му је култни статус.
Заједно са суоснивачем Епла Стивом Вознијаком допринео је ширењу популарности личних рачунара у касним седамдесетим годинама 20. века. Почетком осамдесетих, Џобс је први уочио комерцијални потенцијал графичког корисничког окружења и миша. Након што је изгубио контролу у управи Епла 1985. године, Џобс је основао фирму Некст (енгл. NeXT), која се бавила рачунарским платформама специјализованим за високо образовање и пословну примену. Када је 1997. године Епл купио Некст, Џобс се вратио у предузеће које је основао да би обављао функцију генералног директора све до повлачења и смрти 2011. године.

## Биографија
Стив Џобс је рођен у Сан Франциску од мајке Американке и оца Сиријца, тада студената. Недељу дана по рођењу дат је на усвајање. Усвојио га је брачни пар Џобс, и дао му име Стив Пол Џобс. Његови биолошки родитељи су се касније венчали и добили кћерку Мону Симпсон, списатељицу, коју је Џобс упознао тек кад је одрастао. Брак његових биолошких родитеља се касније распао. Џобс није прихватио назив „усвојитељи“ за брачни пар Џобс и сматра их својим јединим родитељима. Похађао је основну школу у Купертину и средњу школу Хомстед и похађао часове у компанији Хјулет-Пакард у Пало Алту.
Недуго затим ту се и запослио и радио заједно са Стивом Вознијаком као сезонски радник током лета. Године 1972, Џобс је матурирао у средњој школи и пријавио се на колеџ Рид у Портланду. Иако је напустио редовно школовање, након првог семестра наставио је да слуша поједина предавања као што је, између осталог, калиграфија. „Да нисам био присутан на управо том предавању, Мак никад не би имао вишеструке словне типове и пропорционално постављене фонтове“, изјавио је Џобс.
У јесен 1974. године, Џобс се вратио у Калифорнију и почео да присуствује састанцима рачунарског клуба Хомбру, заједно са Стивом Вознијаком. Запослио се као техничар у Атарију, произвођача познатих видео игара, са намером да скупи новац за пут у Индију ради духовног уздизања. Током шездесетих година прошлог века откривено је од стране телефонских „хакера“ да дечја пиштаљка делимично прекривена лепљивом траком, која се добијала бесплатно уз сваку кутију овсених пахуљица, може да репродукује контролни сигнал од 2600 Hz којег је АТ&Т користио за међуградске телефонске позиве. Након што је прочитао о овом открићу, заједно са Вознијаком је, на кратко, кренуо у посао са „плавим кутијама“ која је омогућавала противзаконите бесплатне међуградске разговоре.
Једно време, Џобс је путовао по Индији заједно са својим колегом са факултета Данијелом Коткеом (који ће касније бити први запослени у Еплу) у потрази за духовним просветљењем. У Америку се вратио, са обријаном главом и традиционалном индијском одеждом. Вратио се на свој стари посао у Атарију где му је поверен задатак да направи штампану плочу за игрицу Брејкаут (Breakout). Према Нолану Бушелу, оснивачу Атарија, Атари је нудио 100 долара по чипу мање. Џобс је показивао мало интересовање и знање о штампаној плочи и договорио се са Вознијаком да поделе зараду уколико Вознијак успе да смањи број чипова на плочи. На изненађење Атарија, Вознијак је успео да смањи број чипова за 50, нацрт је био тако узан да се није могао умножити на на производној траци. Тада је Џобс рекао Вознијаку да му је Атари дао свега 700 долара (уместо 5000 долара колико је стварно добио) и да је Вознијаков део свега 350 долара.

## Почеци рачунара „Епл“
Када је 21-годишњи Џобс видео рачунар који је Вознијак направио за себе, убедио га је да му помаже кад је основао предузеће које је продавало тај рачунар. Епл компјутер (енгл. Apple Computer Co.) основан је као ортачка фирма 1. априла 1976. године. Иако је првобитни план био да продају штампана кола, Џобс и Вознијак су направили једну количину већ склопљених рачунара и тиме ушли у посао с личним рачунарима.
Први лични рачунар којег су њих двојица продавали био је Apple I, по цени од 666,66 долара, број који се Вознијак смислио јер је волео понављање цифара. Његов наследник, Apple II, био је представљен наредне године и постигао је огроман успех, претварајући Епл у битног играча на новорођеном тржишту личних рачунара. У децембру 1980, са успешним финансијским резултатима, компанија Епл почела је да се котира на берзи чиме је Џобс постао мултимилионер.
Како је Епл растао, јавила се потреба за искусним руководиоцем који би управљао предузећем. Године 1983, Џобс је позвао Џона Скалија из Пепси Коле да буде генерални директор, рекавши му: „Да ли желиш да остатак свог живота проведеш продајући зашећерену водицу или желиш да промениш свет?“. Наредне године Епл је кренуо да мења свет, са рекламом названом „1984“ на Супербоулу, финалу НФЛ. Два дана касније, на годишњем састанку деоничара 24. јануара 1984. године Џобс је представио Макинтош. Макинтош је био први комерцијални успешан рачунар са графичким корисничким окружењем, који је настао под утицајем XEROX PARC-а. Развој Макинтоша је започео Џеф Раскин, а касније је од њега то преузео Џобс.
Мада је Џобс био убедљив и харизматични проповедник за Епл, неки од његових службеника су га често описивали као реметиоца склоног грешкама. Општи пад продаје који се десио крајем 1984. године довео је до погоршања односа са Скалијем. Крајем маја 1985. године, након најаве великог броја отказа у Еплу и борбе за превласт у предузећу, Скали је разрешио Џобса положаја руководиоца Макинтошовог одељења.

## Оснивање Некста
Осетивши се изолованим од сопствене компаније, Џобс је продао све осим деоница у Еплу и основао је другу компанију Некст компјутерс (енгл. NeXT Computers). Попут рачунара Епл Лиса, Некстова радна станица била је технолошки напредна, али је била јако скупа па није успела да се пробије из тог разлога. Али они који су могли даје приуште себи имали су многе технолошке иновације као што је софтвер напредне генерације и многе друге нове експерименталне технологије (Mach кернел, дигитални сигнал процесор и уграђени етернет порт).
Џобс је Некст кјуб NeXt Cube описао као међулични рачунар, за разлику од осталих личних рачунара. То јест, ако би рачунар људима дозвољавао да комуницирају и сарађују међусобно на веома једноставан начин, то би решило многе проблеме које лични рачунари нису били у стању да реше. Пошто су му замерали да на оригиналном Макинтошу није укључио неке мрежне карактеристике, одлучио је да не понови грешку, тако да је израдио савремени систем за електронску пошту, NeXTMail, који је био пример његове међуличне филозофије. Између осталог, подржавао је уграђену графику и звук у електронској пошти.
Некстова технологија је играла важну улогу у катализацији три неповезана догађаја:
- . Тим Бернерс-Ли је осмислио овај систем у ЦЕРНу на Некстовој радној станици. SOD Interface Жана Марија Халоа је постао основа за Interface Builder, коју је Бернерс искористио у свом пројекту World Wide Web.
- Некст рачунари су коришћени за израду рачунарске игре Дум Doom.
- Повратак Епла. Пошто се ослањао на старе софтвере и пошто није надоградио главни оперативни систем, Епл је средином деведесетих умало стигао до банкрота. Џобсов прогресивни јуникс био је превише амбициозан, али је представљао солидну основу за један оперативни систем. Епл је после откупио овај софтвер и под Џобсовим вођством доживео ренесансу.

## Повратак у Епл
Епл је 1996. купио Некст за 429 милиона долара доводећи Џобса назад у компанију коју је и основао. У марту 1998. Ускоро је постао и вршилац дужности генералног директора, пошто су директори изгубили поверење у и сменили тадашњег руководиоца Гилберта Амелију. Џобс је покренуо низ пројеката као што су Apple Newton, Cyberdog и Opendoc, у циљу повратка профитабилности Епла. У наредним месецима многи запослени су били под притиском због Џобсовог полета и ентузијазма, па никад нису знали да ли ће остати у једном тренутку без посла уколико Џобс добије неку непредвидиву идеју.
С куповином Некста, многи делови из његове технологије нашли су свој пут до Еплових производа, од који је најзначајнији NeXTSTEP, који је еволуирао у Mac OS X. Под Џобсовим вођством компанија је знатно напредовала и повећала зараду избацивањем iMac-а на тржиште, као и других нових производа. Од тада су иновативни дизајн и моћан бренд радили за Епл. На сајму Мекворлд Експо 2000. Џобс је постао стални главни извршни руководилац.
Последњих година компанија се разгранала. Представљањем музичког плејера ајпод, дигиталног софтвера Ајтјунс, као и интернет продавнице за преузимање музике Ајтјунс стор, компанија је направила продор међу уређаје потрошачке електронике и дигиталне музике. Недавно су проширили посао представљањем и ајфон, уређаја који комбинује мобилни телефон, ајпод и уређај за прегледање интернета.
Џобс ради у Еплу за годишњу зараду од једног долара, што га је сврстало у Гинисову књигу рекорда као „најслабије плаћеног руководиоца“. Његова зарада је остала један долар, али он традиционално прима велики број ласкавих поклона од стране управног одбора, укључујући четрдесет милиона долара вредан авион кој је добио 1999. и деонице вредне тридесет милиона долара које је добио у периоду од 2000-2002, тако да је Џобс упркос својој плати од једног долара и те како довољно награђен за своје напоре. На овај начин Џобс умањује порез на добит, јер се по америчком пореском закону плата опорезује са 35%, а неке друге добити, као акције на пример, са 15% пореза.

### Скандал са акцијама
Стив Џобс је 2001. године добио акције Епла у вредности од 7.500.000 долара за цену од 18,30 долара по акцији. Стварна цена је требало да буде 21,21 долар, што је повлачило порески приход од 20.000.000 долара које он није пријавио као приход. Да је покренута правна процедура, Џобс је могао да се суочи са бројним криминалним оптужбама и казнама. Епл је тврдио да су му акције одобрене на специјалном састанку управног одбора. Поред тога, истрага се фокусирала на лажне датуме опција које су резултовале ретроактивним повећањем од 20 милиона долара. Овај случај представља криминални акт и влада САД је спровела бројне истраге, али је и Епл спровео интерну истрагу која је завршена 29. децембра 2006. године, а Џобс је по њој био несвестан правног значења овог чина, а додељене акције су наводно враћене.

## Пиксар и Дизни
Џобс је 1986. године купио Графикс Груп (касније преименовану у Пиксар) од графичког огранка Лукасфилма за 10 милиона долара којих је 5 милиона придодато као капитал компанији. Главни разлог за овако ниску цену је била потреба Џорџа Лукаса да финансира свој развод 1983. године, без смањивања удела и контроле над франшизом Звезданих ратова.
Нова компанија, која се првобитно налазила у Поинт Ричомонду, Калифорнија, а ускоро је била пренета у Емеривил, Калифорнија, је склопила уговор са компанијом Дизни о продукцији великог броја компјутерски анимираних дугометражних филмова које би Дизни кофинансирао и дистрибуирао. Први филм који се изродио из овог партнерства био је Прича о играчкама, донео је славу и добре критике студију, када се појавио 1995. Наредних 10 година, под вођством Пиксаровог директора Џона Ласетера, компанија је произвела високобуџетне хитове као што су: „Живот једне бубе“ (1998), „Прича о играчкама 2“ (1999), „Удружење монструма“ (2001), „Потрага за Немом“ (2003), „Невероватни“ (2004), „Аутомобили“ (2006) и „Мућкалица“ (2007). „Потрага за Немом“ и „Невероватни“ су добитници Оскара за најбољи дугометражни анимирани филм, успостављену 2001.
Током 2003. и 2004. године, пошто је Пиксаров уговор са Дизнијем полако истицао, Џобс је покушао да преговара са извршним директором Дизнија Мајклом Ајзнером, али су преговори пропали, па је почетком 2004. године Џобс објавио да ће Пиксар морати да тражи новог партнера за дистрибуцију својих филмова када им уговор истекне. Лична нетрпељивост двојице извршних директора је била навођена за главни разлог неуспеха компанија да продуже сарадњу.
Октобра 2005. године Боб Ајгер је заменио Ајзнера на челу Дизнија и Ајгер је брзо успео да обнови сарадњу са Џобсом и Пиксаром. Џобс и Ајгер су, 24. јануара 2006. године, објавили да се Дизни сложио да откупи Пиксар у трансакцији вредној 7,4 милијарди долара. Када је посао закључен, Џобс је постао највећи самостални деоничар Дизнија са власништвом над око 7% деоница. Џобсове деонице у Дизнију су увелико премашиле Ајзнерове који поседује 1,7%, а члан породице Дизни – Рој Е. Дизни поседује 1% деоница. Тако се Џобс придружио управном одбору директора компаније.

## Приватни живот
Џобс се оженио са Лорен Пауел 18. марта 1991. године са којом је имао троје деце. Такође је имао и ћерку Лису Бренон–Џобс са Крис–Ен Бренон. Лиса је новинар који пише за „Харвард Кримзон“. У незваничној биографији „Други долазак Стива Џобса˝ аутор Алан Дојчман наводи да се Џобс забављао са Џоан Баез. Дојчман цитира Елизабет Холмс, Џобсову другарицу са Рид колеџа, која тврди да је „веровала да је Стив постао љубавник Џоан Баез у великој мери због тога што је Баезова била љубавница Боба Дилана“. У још једној неауторизованој биографији „Икона: Стив Џобс“ Џефрија Јанга и Вилијама Симона се тврди да се Џобс чак и оженио Џоаном Баез, али су пошто је она тада имала 41 годину, мало је вероватно да је пар могао да има децу. Баезова је поменула Џобса у својим мемоарима And a voice to sing with из 1987.
Стив Џобс је био и велики обожавалац Битлса, а такође је волео да слуша и музику Јохана Себастијана Баха као класичну музику уопште.
Џобс није био вегетаријанац, и поред спекулација. Иако није јео месо сисара и живине, јео је рибу са времена на време. Ово је познато као пескетаријанство.
Дана 31. јула 2004. године Џобс је оперисан од ретке врсте тумора панкреаса. Преминуо је 5. октобра 2011. године.

## Приказ у књигама, филмовима и позоришту

### Књиге
- Стив Џобс (2011), ауторизована биографија, написао Волтер Ајзаксон

### Играни филмови
- „Џобс“ (2013), редитељ Џошуа Мајкл Стерн[18]
- Стив Џобс (филм из 2015)